# Jaroslav Gongol
Jaroslav Gongol (* 23. března 1937) je bývalý český důlní inženýr a politik KSČM, po sametové revoluci československý poslanec Sněmovny národů Federálního shromáždění, od 90. let poslanec Poslanecké sněmovny.

## Biografie
Vystudoval Vysokou školu báňskou v Ostravě. V roce 1960 začal pracovat na Dole Dukla v Havířově jako revírník. Osobně prožil těžkou důlní havárii, kdy zde 7. července 1961 zahynulo 108 horníků. Na Dole Dukla pracoval 32 let, v posledních 13 letech jako ředitel tohoto dolu. Je ženatý, má dva syny.
Ve volbách roku 1992 byl za KSČM, respektive za koalici Levý blok, zvolen do české části Sněmovny národů (volební obvod Severomoravský kraj). Ve Federálním shromáždění setrval do zániku Československa v prosinci 1992.
Ve volbách v roce 1996 byl zvolen do Poslanecké sněmovny Parlamentu České republiky za KSČM a poslanecký mandát obhájil ve volbách roku 1998 i volbách roku 2002. V dolní komoře českého parlamentu setrval do roku 2006.
V senátních volbách roku 2006 kandidoval do horní komory českého parlamentu za senátní obvod č. 74 - Karviná, coby kandidát KSČM. Získal ale jen 17 % hlasů a nepostoupil do 2. kola.
Angažoval se v komunální politice. V komunálních volbách roku 1994 byl za KSČM zvolen zastupitelem města Havířov. Mandát obhájil v komunálních volbách roku 1998, komunálních volbách roku 2002 a komunálních volbách roku 2006. Profesně je uváděn jako důchodce.